# De objudna
De objudna (engelska: The Uninvited) är en amerikansk skräckfilm från 1944 i regi av Lewis Allen. Filmen är baserad på Dorothy Macardles roman Uneasy Freehold från 1941. I huvudrollerna ses Ray Milland, Ruth Hussey och Donald Crisp. Filmfotografen Charles Lang nominerades till en Oscar för bästa svartvita foto för sitt jobb i denna film.

## Handling
Syskonen Roderick och Pamela är på semester i Cornwall och blir förtjusta i det havsbelägna huset Windward House, som visar sig vara till salu. De slår till och köper huset billigt av ägaren herr Beech. Hans barnbarn Stella är emot att huset säljs, trots att hennes mor dog där. Efter att flera obehagliga händelser inträffar tvingas de konstatera att huset är hemsökt.

## Rollista
- Ray Milland - Roderick Fitzgerald
- Ruth Hussey - Pamela Fitzgerald
- Donald Crisp - Beech
- Cornelia Otis Skinner - Miss Holloway
- Dorothy Stickney - Miss Bird
- Barbara Everest - Lizzie Flynn
- Alan Napier - doktor Scott
- Gail Russell - Stella Meredith